# 杉本圭三郎
杉本 圭三郎（すぎもと けいさぶろう、1927年6月25日-2015年7月10日）は、日本の国文学者。
栃木県生まれ。1956年法政大学第二文学部日本文学科卒、1959年同大学院修士課程修了、文学部助手、1963年教養部専任講師、助教授、文学部教授、1998年定年退任、名誉教授。
中世文学を主として研究し、『平家物語』の全現代語訳をおこなった。
2009年4月瑞宝中綬章受章。

## 編著
- 『軍記物語の世界』名著刊行会 1985
- 『平家物語と歴史』（編）有精堂出版 1994
- 『平家物語 全訳注』 講談社学術文庫 全12巻 1979-91、新版・全4巻 2017

## 参考
- 立石伯「<巻頭言>中世文学研究の輝き : 表章,杉本圭三郎両先生を讃えて」『日本文學誌要』第57号、法政大学、1998年3月24日、4-6頁、2011年7月11日閲覧。
- 長谷川端「<随想>杉本圭三郎さんとの出会い」『日本文學誌要』第57号、法政大学、1998年3月24日、106-107頁、2011年7月11日閲覧。